# Saison 2021-2022 du LOSC Lille
Maillots
Chronologie
Saison précédente Saison suivante
La saison 2021-2022 du LOSC est la soixante-deuxième saison du club nordiste en première division du championnat de France, la vingt-deuxième consécutive du club au sommet de la hiérarchie du football français.
Le club évolue en Ligue 1, en Coupe de France, en Ligue des champions et lors du Trophée des champions.

## Transferts

### Transferts estivaux
Champion de France en titre, le LOSC voit le départ de son gardien international Mike Maignan qui rejoint l'AC Milan. Le milieu Boubakary Soumaré et l'ailier Luiz Araújo, au club depuis 2017, rejoignent également l'étranger. Côté arrivées, le jeune espoir belge Amadou Onana en provenance de deuxième division allemande vient renforcer le milieu. Pour remplacer Maignan, les Dogues optent pour Ivo Grbić prêté par l'Atlético de Madrid.

### Transferts hivernaux
Lors du mercato hivernal, le LOSC perd deux acteurs majeurs du titre gagné la saison précédente, il s'agit de Jonathan Ikoné et de Reinildo qui partent à l'étranger. Le club se renforce avec l'arrivée du kosovar Edon Zhegrova et de l'ancien international français Hatem Ben Arfa libre de tout contrat.

## Compétitions
| Championnat de France   | Ligue des champions                                      | Coupe de France                                           | Trophée des champions                         |
| ----------------------- | -------------------------------------------------------- | --------------------------------------------------------- | --------------------------------------------- |
| Dixième place 55 points | Huitièmes de finale éliminé par le Chelsea FC (2-0, 1-2) | Seizièmes de finale éliminé par le RC Lens (2-2, tab 4-3) | Vainqueur contre le Paris Saint-Germain (1-0) |
| 14V 13N 11D             | 3V 2N 3D                                                 | 1V 0N 1D                                                  | 1V 0N 0D                                      |
| TOTAL: 19V 15N 15D      |                                                          |                                                           |                                               |

### Trophée des champions
Le Trophée des champions 2021 est la 45e édition du Trophée des champions. Cette compétition est programmée en ouverture de la saison et disputée sur un match simple. Ce match oppose le LOSC Lille, champion de France 2020-2021 au Paris Saint-Germain, vainqueur de la Coupe de France 2020-2021. Cette rencontre est délocalisée au Stade Bloomfield de Tel Aviv, en Israël.
Le LOSC participe pour la 3e fois de son histoire au Trophée des champions, après les défaites de 1955 et 2011. Le Paris Saint-Germain remet en jeu son titre de l'année précédente obtenu face à l'Olympique de Marseille. Par ailleurs, la formation parisienne détient le record de victoires dans cette compétition, au nombre de dix.
| Trophée des champions | LOSC                      | 1 - 0   | Paris Saint-Germain                                   | Stade Bloomfield Tel Aviv-Jaffa, Israël                            |                                                                    |
| 1er août 2021 20:00   | ( Yılmaz) Xeka 45e        | (1 - 0) |                                                       | Spectateurs : 29 000 Diffuseur : Prime Video Arbitrage : Igal Frid | Spectateurs : 29 000 Diffuseur : Prime Video Arbitrage : Igal Frid |
| 1er août 2021 20:00   | Araújo 78e · Jardim 90+2e |         | 30e Kehrer · 52e Diallo · 84e Draxler · 90+3e Pereira | Spectateurs : 29 000 Diffuseur : Prime Video Arbitrage : Igal Frid | Spectateurs : 29 000 Diffuseur : Prime Video Arbitrage : Igal Frid |

### Championnat
La Ligue 1 2021-2022 est la 84e édition du championnat de France de football et la 20e sous l'appellation « Ligue 1 ». La division oppose vingt clubs en une série de trente-huit rencontres. Les meilleurs de ce championnat se qualifient pour les coupes d'Europe que sont la Ligue des Champions (le podium), Ligue Europa (le quatrième et le vainqueur de la Coupe de France) et la Ligue Europa Conférence (le cinquième). Le LOSC participe à cette compétition pour la 62e fois de son histoire et la 22e fois de suite depuis la saison 2000-2001.
Lors de cette nouvelle édition, le LOSC remet en jeu son titre de l'année dernière[C'est-à-dire ?]. L'AS Saint-Étienne détient le record de victoires dans cette compétition, au nombre de dix. Les relégués de la saison précédente, le Dijon FCO et le Nîmes Olympique sont remplacés par l'ESTAC Troyes, champion de Ligue 2 en 2020-2021, et le Clermont Foot.

#### Aller
| Journée 1                  | FC Metz                                         | 3 - 3   | LOSC                                                              | | |
| Dimanche 8 août 2021 17:00 | ( Delaine) Centonze 31e 52e · ( Niane) Udol 41e | (2 - 1) | 23e Botman ( Yazıcı) · 81e Ikoné ( Lihadji) · 90+7e (csc) Oukidja | Stade Saint-Symphorien, Longeville-lès-Metz Spectateurs : 15 551 Diffuseur : Canal+ Sport Arbitrage : Eric Wattellier | Stade Saint-Symphorien, Longeville-lès-Metz Spectateurs : 15 551 Diffuseur : Canal+ Sport Arbitrage : Eric Wattellier |
| Dimanche 8 août 2021 17:00 | Kouyaté 56e · Bronn 56e                         | Rapport | 79e Ikoné · 83e Yılmaz                                            | Stade Saint-Symphorien, Longeville-lès-Metz Spectateurs : 15 551 Diffuseur : Canal+ Sport Arbitrage : Eric Wattellier | Stade Saint-Symphorien, Longeville-lès-Metz Spectateurs : 15 551 Diffuseur : Canal+ Sport Arbitrage : Eric Wattellier |

| Journée 2                 | LOSC                                 | 0 - 4   | OGC Nice                                                      | | |
| Samedi 14 août 2021 17:00 |                                      | (0 - 3) | 1re 64e Dolberg · 5e Boudaoui ( Gouiri) · 45+4e (pen.) Gouiri | Stade Pierre-Mauroy, Villeneuve-d'Ascq Spectateurs : 30 144 Diffuseur : Prime Video Arbitrage : Jérôme Brisard | Stade Pierre-Mauroy, Villeneuve-d'Ascq Spectateurs : 30 144 Diffuseur : Prime Video Arbitrage : Jérôme Brisard |
| Samedi 14 août 2021 17:00 | Çelik 35e · André 45+3e · Yazıcı 56e | Rapport | 21e Atal                                                      | Stade Pierre-Mauroy, Villeneuve-d'Ascq Spectateurs : 30 144 Diffuseur : Prime Video Arbitrage : Jérôme Brisard | Stade Pierre-Mauroy, Villeneuve-d'Ascq Spectateurs : 30 144 Diffuseur : Prime Video Arbitrage : Jérôme Brisard |

| Journée 3                 | AS Saint-Étienne  | 1 - 1   | LOSC                              |                                                                                           |                                                                                           |
| Samedi 21 août 2021 21:00 | ( Nordin) Sow 85e | (0 - 1) | 38e Yılmaz                        | Stade Geoffroy-Guichard, Saint-Étienne Diffuseur : Canal+ Sport Arbitrage : Mikael Lesage | Stade Geoffroy-Guichard, Saint-Étienne Diffuseur : Canal+ Sport Arbitrage : Mikael Lesage |
| Samedi 21 août 2021 21:00 | Khazri 80e        | Rapport | 19e Djaló · 20e Yılmaz · 78e Xeka | Stade Geoffroy-Guichard, Saint-Étienne Diffuseur : Canal+ Sport Arbitrage : Mikael Lesage | Stade Geoffroy-Guichard, Saint-Étienne Diffuseur : Canal+ Sport Arbitrage : Mikael Lesage |

| Journée 4                   | LOSC                              | 2 - 1   | Montpellier HSC                                                                     | | |
| Dimanche 29 août 2021 17:00 | ( Fonte) Yazıcı 45+1e · David 56e | (1 - 1) | 45+4e Laborde                                                                       | Stade Pierre-Mauroy, Villeneuve-d'Ascq Spectateurs : 28 859 Diffuseur : Canal+ Sport Arbitrage : Amaury Delerue | Stade Pierre-Mauroy, Villeneuve-d'Ascq Spectateurs : 28 859 Diffuseur : Canal+ Sport Arbitrage : Amaury Delerue |
| Dimanche 29 août 2021 17:00 | Fonte 25e · André 33e · Xeka 43e  | Rapport | 24e, 73e Sambia · 25e Ferri · 34e Laborde · 56e Savanier · 59e Chotard · 70e Mollet | Stade Pierre-Mauroy, Villeneuve-d'Ascq Spectateurs : 28 859 Diffuseur : Canal+ Sport Arbitrage : Amaury Delerue | Stade Pierre-Mauroy, Villeneuve-d'Ascq Spectateurs : 28 859 Diffuseur : Canal+ Sport Arbitrage : Amaury Delerue |

| Journée 5                        | FC Lorient                        | 2 - 1   | LOSC                   | | |
| Vendredi 10 septembre 2021 21:00 | ( Moffi) Laurienté 7e · Moffi 87e | (1 - 1) | 25e (pen.) Yılmaz      | Stade du Moustoir, Lorient Spectateurs : 10 271 Diffuseur : Prime Video Arbitrage : Clément Turpin | Stade du Moustoir, Lorient Spectateurs : 10 271 Diffuseur : Prime Video Arbitrage : Clément Turpin |
| Vendredi 10 septembre 2021 21:00 | Abergel 34e · Boisgard 90+1e      | Rapport | 44e Gomes · 90+3e Xeka | Stade du Moustoir, Lorient Spectateurs : 10 271 Diffuseur : Prime Video Arbitrage : Clément Turpin | Stade du Moustoir, Lorient Spectateurs : 10 271 Diffuseur : Prime Video Arbitrage : Clément Turpin |

| Journée 6                      | RC Lens               | 1 - 0   | LOSC                       | | |
| Samedi 18 septembre 2021 17:00 | Frankowski 74e        | (0 - 0) |                            | Stade Bollaert-Delelis, Lens Spectateurs : 36 512 Diffuseur : Prime Video Arbitrage : Benoît Millot | Stade Bollaert-Delelis, Lens Spectateurs : 36 512 Diffuseur : Prime Video Arbitrage : Benoît Millot |
| Samedi 18 septembre 2021 17:00 | Leca 57e · Sotoca 88e | Rapport | 22e Reinildo · 90+3e Çelik | Stade Bollaert-Delelis, Lens Spectateurs : 36 512 Diffuseur : Prime Video Arbitrage : Benoît Millot | Stade Bollaert-Delelis, Lens Spectateurs : 36 512 Diffuseur : Prime Video Arbitrage : Benoît Millot |

| Journée 7                        | LOSC                                      | 2 - 1   | Stade de Reims   | | |
| Mercredi 22 septembre 2021 19:00 | ( Yılmaz) David 31e · ( Yılmaz) André 43e | (2 - 0) | 74e (pen.) Flips | Stade Pierre-Mauroy, Villeneuve-d'Ascq Spectateurs : 32 604 Diffuseur : Prime Video Arbitrage : Johan Hamel | Stade Pierre-Mauroy, Villeneuve-d'Ascq Spectateurs : 32 604 Diffuseur : Prime Video Arbitrage : Johan Hamel |
| Mercredi 22 septembre 2021 19:00 | Botman 73e · Yazıcı 90+2e                 | Rapport | 90+1e Gravillon  | Stade Pierre-Mauroy, Villeneuve-d'Ascq Spectateurs : 32 604 Diffuseur : Prime Video Arbitrage : Johan Hamel | Stade Pierre-Mauroy, Villeneuve-d'Ascq Spectateurs : 32 604 Diffuseur : Prime Video Arbitrage : Johan Hamel |

| Journée 8                      | RC Strasbourg                                                          | 1 - 2   | LOSC                                              | | |
| Samedi 25 septembre 2021 19:00 | ( Ajorque) Sissoko 75e                                                 | (0 - 1) | 23e 57e (pen.) David ( Weah)                      | Stade de la Meinau, Strasbourg Spectateurs : 23 762 Diffuseur : Prime Video Arbitrage : François Letexier | Stade de la Meinau, Strasbourg Spectateurs : 23 762 Diffuseur : Prime Video Arbitrage : François Letexier |
| Samedi 25 septembre 2021 19:00 | Diallo 19e · Le Marchand 38e · Djiku 38e · Thomasson 79e · Ajorque 83e | Rapport | 70e Grbić · 78e Djaló · 81e Xeka · 90+2e Reinildo | Stade de la Meinau, Strasbourg Spectateurs : 23 762 Diffuseur : Prime Video Arbitrage : François Letexier | Stade de la Meinau, Strasbourg Spectateurs : 23 762 Diffuseur : Prime Video Arbitrage : François Letexier |

| Journée 9                     | LOSC                      | 2 - 0   | Olympique de Marseille       | | |
| Dimanche 3 octobre 2021 17:00 | ( Weah) David 28e 90+5e   | (1 - 0) |                              | Stade Pierre-Mauroy, Villeneuve-d'Ascq Spectateurs : 44 839 Diffuseur : Canal+ Sport Arbitrage : Jérémie Pignard | Stade Pierre-Mauroy, Villeneuve-d'Ascq Spectateurs : 44 839 Diffuseur : Canal+ Sport Arbitrage : Jérémie Pignard |
| Dimanche 3 octobre 2021 17:00 | Reinildo 11e · Yılmaz 66e | Rapport | 24e, 77e Ünder · 37e Balerdi | Stade Pierre-Mauroy, Villeneuve-d'Ascq Spectateurs : 44 839 Diffuseur : Canal+ Sport Arbitrage : Jérémie Pignard | Stade Pierre-Mauroy, Villeneuve-d'Ascq Spectateurs : 44 839 Diffuseur : Canal+ Sport Arbitrage : Jérémie Pignard |

| Journée 10                   | Clermont Foot 63 | 1 - 0   | LOSC                                 | | |
| Samedi 16 octobre 2021 17:00 | N'Simba 32e      | (1 - 0) |                                      | Stade Gabriel-Montpied, Clermont-Ferrand Spectateurs : 11 537 Diffuseur : Prime Video Arbitrage : Eric Wattellier | Stade Gabriel-Montpied, Clermont-Ferrand Spectateurs : 11 537 Diffuseur : Prime Video Arbitrage : Eric Wattellier |
| Samedi 16 octobre 2021 17:00 | Tell 85e         | Rapport | 32e Sanches · 57e Xeka · 90+3e André | Stade Gabriel-Montpied, Clermont-Ferrand Spectateurs : 11 537 Diffuseur : Prime Video Arbitrage : Eric Wattellier | Stade Gabriel-Montpied, Clermont-Ferrand Spectateurs : 11 537 Diffuseur : Prime Video Arbitrage : Eric Wattellier |

| Journée 11                   | LOSC               | 1 - 1   | Stade brestois 29         | | |
| Samedi 23 octobre 2021 21:00 | ( Fonte) David 19e | (1 - 1) | 32e Faivre                | Stade Pierre-Mauroy, Villeneuve-d'Ascq Spectateurs : 36 613 Diffuseur : Canal+ Décalé Arbitrage : Clément Turpin | Stade Pierre-Mauroy, Villeneuve-d'Ascq Spectateurs : 36 613 Diffuseur : Canal+ Décalé Arbitrage : Clément Turpin |
| Samedi 23 octobre 2021 21:00 | Reinildo 31e       | Rapport | 70e Hérelle · 90+2e Bizot | Stade Pierre-Mauroy, Villeneuve-d'Ascq Spectateurs : 36 613 Diffuseur : Canal+ Décalé Arbitrage : Clément Turpin | Stade Pierre-Mauroy, Villeneuve-d'Ascq Spectateurs : 36 613 Diffuseur : Canal+ Décalé Arbitrage : Clément Turpin |

| Journée 12                     | Paris Saint-Germain                                 | 2 - 1   | LOSC                                                           |                                                                                                 |                                                                                                 |
| Vendredi 29 octobre 2021 21:00 | ( Di María) Marquinhos 74e · ( Neymar) Di María 88e | (0 - 1) | 31e David ( Yılmaz)                                            | Parc des Princes, Paris Spectateurs : 47 874 Diffuseur : Prime Video Arbitrage : Amaury Delerue | Parc des Princes, Paris Spectateurs : 47 874 Diffuseur : Prime Video Arbitrage : Amaury Delerue |
| Vendredi 29 octobre 2021 21:00 | Neymar 85e                                          | Rapport | 5e Reinildo · 36e Yılmaz · 57e Sanches · 63e Çelik · 85e Grbić | Parc des Princes, Paris Spectateurs : 47 874 Diffuseur : Prime Video Arbitrage : Amaury Delerue | Parc des Princes, Paris Spectateurs : 47 874 Diffuseur : Prime Video Arbitrage : Amaury Delerue |

| Journée 13                   | LOSC                                | 1 - 1   | Angers SCO                   | | |
| Samedi 6 novembre 2021 17:00 | ( Sanches) Djaló 27e                | (1 - 0) | 83e Ounahi ( Brahimi)        | Stade Pierre-Mauroy, Villeneuve-d'Ascq Spectateurs : 33 305 Diffuseur : Prime Video Arbitrage : François Letexier | Stade Pierre-Mauroy, Villeneuve-d'Ascq Spectateurs : 33 305 Diffuseur : Prime Video Arbitrage : François Letexier |
| Samedi 6 novembre 2021 17:00 | Bamba 15e · André 69e · Onana 90+7e | Rapport | 26e Doumbia · 90+1e Petković | Stade Pierre-Mauroy, Villeneuve-d'Ascq Spectateurs : 33 305 Diffuseur : Prime Video Arbitrage : François Letexier | Stade Pierre-Mauroy, Villeneuve-d'Ascq Spectateurs : 33 305 Diffuseur : Prime Video Arbitrage : François Letexier |

| Journée 14                      | AS Monaco                                        | 2 - 2   | LOSC                                                      |                                                                                              |                                                                                              |
| Vendredi 19 novembre 2021 21:00 | ( Fofana) Diatta 41e · ( Volland) Ben Yedder 83e | (1 - 2) | 5e (pen.) 9e David ( Djaló)                               | Stade Louis-II, Monaco Spectateurs : 3 778 Diffuseur : Prime Video Arbitrage : Willy Delajod | Stade Louis-II, Monaco Spectateurs : 3 778 Diffuseur : Prime Video Arbitrage : Willy Delajod |
| Vendredi 19 novembre 2021 21:00 | Pavlović 3e, 78e · Fofana 84e                    | Rapport | 7e Çelik · 37e David · 68e Yazıcı · 73e Weah · 85e Niasse | Stade Louis-II, Monaco Spectateurs : 3 778 Diffuseur : Prime Video Arbitrage : Willy Delajod | Stade Louis-II, Monaco Spectateurs : 3 778 Diffuseur : Prime Video Arbitrage : Willy Delajod |

| Journée 15                    | LOSC               | 1 - 1   | FC Nantes                          | | |
| Samedi 27 novembre 2021 17:00 | ( Bamba) Yılmaz 9e | (1 - 1) | 24e Blas                           | Stade Pierre-Mauroy, Villeneuve-d'Ascq Spectateurs : 30 419 Diffuseur : Prime Vidéo Arbitrage : Johan Hamel | Stade Pierre-Mauroy, Villeneuve-d'Ascq Spectateurs : 30 419 Diffuseur : Prime Vidéo Arbitrage : Johan Hamel |
| Samedi 27 novembre 2021 17:00 | Onana 62e          | Rapport | 21e Girotto · 48e Blas · 78e Fábio | Stade Pierre-Mauroy, Villeneuve-d'Ascq Spectateurs : 30 419 Diffuseur : Prime Vidéo Arbitrage : Johan Hamel | Stade Pierre-Mauroy, Villeneuve-d'Ascq Spectateurs : 30 419 Diffuseur : Prime Vidéo Arbitrage : Johan Hamel |

| Journée 16                       | Stade rennais FC          | 1 - 2   | LOSC                           |                                                                                                   |                                                                                                   |
| Mercredi 1er décembre 2021 21:00 | Bourigeaud 85e            | (0 - 2) | 31e Xeka ( Weah) · 45e Sanches | Roazhon Park, Rennes Spectateurs : 25 392 Diffuseur : Canal+ Sport Arbitrage : Stéphanie Frappart | Roazhon Park, Rennes Spectateurs : 25 392 Diffuseur : Canal+ Sport Arbitrage : Stéphanie Frappart |
| Mercredi 1er décembre 2021 21:00 | Martin 65e · Meling 90+1e | Rapport | 89e Reinildo                   | Roazhon Park, Rennes Spectateurs : 25 392 Diffuseur : Canal+ Sport Arbitrage : Stéphanie Frappart | Roazhon Park, Rennes Spectateurs : 25 392 Diffuseur : Canal+ Sport Arbitrage : Stéphanie Frappart |

| Journée 17                   | LOSC                                    | 2 - 1   | ESTAC Troyes                                          | | |
| Samedi 4 décembre 2021 19:00 | ( André) David 48e · Giraudon 85e (csc) | (0 - 1) | 6e Dingomé ( Tardieu)                                 | Stade Pierre-Mauroy, Villeneuve-d'Ascq Spectateurs : 28 286 Diffuseur : Prime Vidéo Arbitrage : Benoît Bastien | Stade Pierre-Mauroy, Villeneuve-d'Ascq Spectateurs : 28 286 Diffuseur : Prime Vidéo Arbitrage : Benoît Bastien |
| Samedi 4 décembre 2021 19:00 | Xeka 41e · Yılmaz 66e · Onana 88e       | Rapport | 22e Kouamé · 33e Salmier · 33e Giraudon · 59e Dingomé | Stade Pierre-Mauroy, Villeneuve-d'Ascq Spectateurs : 28 286 Diffuseur : Prime Vidéo Arbitrage : Benoît Bastien | Stade Pierre-Mauroy, Villeneuve-d'Ascq Spectateurs : 28 286 Diffuseur : Prime Vidéo Arbitrage : Benoît Bastien |

| Journée 18                      | LOSC                  | 0 - 0   | Olympique lyonnais                                                                   | | |
| Dimanche 12 décembre 2021 13:00 |                       | (0 - 0) |                                                                                      | Stade Pierre-Mauroy, Villeneuve-d'Ascq Spectateurs : 40 248 Diffuseur : Prime Vidéo Arbitrage : Amaury Delerue | Stade Pierre-Mauroy, Villeneuve-d'Ascq Spectateurs : 40 248 Diffuseur : Prime Vidéo Arbitrage : Amaury Delerue |
| Dimanche 12 décembre 2021 13:00 | André 18e · Çelik 22e | Rapport | 24e Da Silva · 45+1e Mendes · 82e Gusto · 88e Dembélé · 90+3e Boateng · 90+6e Cherki | Stade Pierre-Mauroy, Villeneuve-d'Ascq Spectateurs : 40 248 Diffuseur : Prime Vidéo Arbitrage : Amaury Delerue | Stade Pierre-Mauroy, Villeneuve-d'Ascq Spectateurs : 40 248 Diffuseur : Prime Vidéo Arbitrage : Amaury Delerue |

| Journée 19                      | Girondins de Bordeaux         | 2 - 3   | LOSC                                                           | | |
| Mercredi 22 décembre 2021 21:00 | ( Pembélé, Adli) Elis 17e 45e | (2 - 1) | 33e André ( Botman) · 77e (pen.) Yılmaz · 84e David ( Lihadji) | Matmut Atlantique, Bordeaux Spectateurs : 39 967 Diffuseur : Prime Video (multiplex) Arbitrage : Mikaël Lesage | Matmut Atlantique, Bordeaux Spectateurs : 39 967 Diffuseur : Prime Video (multiplex) Arbitrage : Mikaël Lesage |
| Mercredi 22 décembre 2021 21:00 | Fransérgio 45+2e              | Rapport | 36e Yılmaz · 37e Sanches · 88e Djaló                           | Matmut Atlantique, Bordeaux Spectateurs : 39 967 Diffuseur : Prime Video (multiplex) Arbitrage : Mikaël Lesage | Matmut Atlantique, Bordeaux Spectateurs : 39 967 Diffuseur : Prime Video (multiplex) Arbitrage : Mikaël Lesage |

#### Retour
| Journée 21                     | Olympique de Marseille | 1 - 1   | LOSC                                                 | | |
| Dimanche 16 janvier 2022 20:45 | ( Payet) Ünder 75e     | (0 - 1) | 15e Botman ( Sanches)                                | Orange Vélodrome, Marseille Spectateurs : 5 034 Diffuseur : Prime Video Arbitrage : Amaury Delerue | Orange Vélodrome, Marseille Spectateurs : 5 034 Diffuseur : Prime Video Arbitrage : Amaury Delerue |
| Dimanche 16 janvier 2022 20:45 | Guendouzi 3e           | Rapport | 30e, 32e André · 55e Grbić · 55e Çelik · 86e Lihadji | Orange Vélodrome, Marseille Spectateurs : 5 034 Diffuseur : Prime Video Arbitrage : Amaury Delerue | Orange Vélodrome, Marseille Spectateurs : 5 034 Diffuseur : Prime Video Arbitrage : Amaury Delerue |

| Journée 20                     | LOSC                                                   | 3 - 1   | FC Lorient    | | |
| Mercredi 19 janvier 2022 19:00 | Lihadji 10e · Jenz 19e (csc) · ( Sanches) Reinildo 31e | (3 - 0) | 90+2e Soumano | Stade Pierre-Mauroy, Villeneuve-d'Ascq Spectateurs : 4 834 Diffuseur : Prime Video Arbitrage : Florent Batta | Stade Pierre-Mauroy, Villeneuve-d'Ascq Spectateurs : 4 834 Diffuseur : Prime Video Arbitrage : Florent Batta |
| Mercredi 19 janvier 2022 19:00 | Rapport                                                |         |               | Stade Pierre-Mauroy, Villeneuve-d'Ascq Spectateurs : 4 834 Diffuseur : Prime Video Arbitrage : Florent Batta | Stade Pierre-Mauroy, Villeneuve-d'Ascq Spectateurs : 4 834 Diffuseur : Prime Video Arbitrage : Florent Batta |

| Journée 22                   | Stade brestois 29                    | 2 - 0   | LOSC                                    | | |
| Samedi 22 janvier 2022 17:00 | Djaló 3e (csc) · Mounié 90+5e (pen.) | (1 - 0) |                                         | Stade Francis-Le Blé, Brest Spectateurs : 4 358 Diffuseur : Prime Video Arbitrage : Jérôme Brisard | Stade Francis-Le Blé, Brest Spectateurs : 4 358 Diffuseur : Prime Video Arbitrage : Jérôme Brisard |
| Samedi 22 janvier 2022 17:00 | Mounié 11e · Agoumé 27e              | Rapport | 54e Yılmaz · 57e Reinlido · 58e Sanches | Stade Francis-Le Blé, Brest Spectateurs : 4 358 Diffuseur : Prime Video Arbitrage : Jérôme Brisard | Stade Francis-Le Blé, Brest Spectateurs : 4 358 Diffuseur : Prime Video Arbitrage : Jérôme Brisard |

| Journée 23                    | LOSC                     | 1 - 5   | Paris Saint-Germain                                                                     | | |
| Dimanche 6 février 2022 20:45 | ( Ben Arfa) Botman 28e   | (1 - 3) | 10e 51e Pereira ( Paredes) · 32e Kimpembe ( Messi) · 38e Messi · 67e Mbappé ( Verratti) | Stade Pierre-Mauroy, Villeneuve-d'Ascq Spectateurs : 48 437 Diffuseur : Prime Video Arbitrage : François Letexier | Stade Pierre-Mauroy, Villeneuve-d'Ascq Spectateurs : 48 437 Diffuseur : Prime Video Arbitrage : François Letexier |
| Dimanche 6 février 2022 20:45 | Çelik 75e · Bradarić 83e | Rapport | 45+1e Paredes                                                                           | Stade Pierre-Mauroy, Villeneuve-d'Ascq Spectateurs : 48 437 Diffuseur : Prime Video Arbitrage : François Letexier | Stade Pierre-Mauroy, Villeneuve-d'Ascq Spectateurs : 48 437 Diffuseur : Prime Video Arbitrage : François Letexier |

| Journée 24                   | Montpellier HSC                        | 0 - 1   | LOSC                                         | | |
| Samedi 12 février 2022 17:00 |                                        | (0 - 0) | 77e Xeka                                     | Stade de la Mosson, Montpellier Spectateurs : 11 784 Diffuseur : Prime Video Arbitrage : Stéphanie Frappart | Stade de la Mosson, Montpellier Spectateurs : 11 784 Diffuseur : Prime Video Arbitrage : Stéphanie Frappart |
| Samedi 12 février 2022 17:00 | Ferri 46e · Savanier 83e · Germain 87e | Rapport | 18e André · 22e Gomes · 45e Çelik · 64e Xeka | Stade de la Mosson, Montpellier Spectateurs : 11 784 Diffuseur : Prime Video Arbitrage : Stéphanie Frappart | Stade de la Mosson, Montpellier Spectateurs : 11 784 Diffuseur : Prime Video Arbitrage : Stéphanie Frappart |

| Journée 25                     | LOSC                                          | 0 - 0   | FC Metz                                               | | |
| Vendredi 18 février 2022 21:00 |                                               | (0 - 0) |                                                       | Stade Pierre-Mauroy, Villeneuve-d'Ascq Spectateurs : 30 384 Diffuseur : Prime Video Arbitrage : Bastien Depechy | Stade Pierre-Mauroy, Villeneuve-d'Ascq Spectateurs : 30 384 Diffuseur : Prime Video Arbitrage : Bastien Depechy |
| Vendredi 18 février 2022 21:00 | Zhegrova 83e, 90+1e · Fonte 87e · Djaló 90+6e | Rapport | 21e Maïga · 67e Kouyaté · 79e Caillard · 90+6e Amadou | Stade Pierre-Mauroy, Villeneuve-d'Ascq Spectateurs : 30 384 Diffuseur : Prime Video Arbitrage : Bastien Depechy | Stade Pierre-Mauroy, Villeneuve-d'Ascq Spectateurs : 30 384 Diffuseur : Prime Video Arbitrage : Bastien Depechy |

| Journée 26                     | Olympique lyonnais                       | 0 - 1   | LOSC                 | | |
| Dimanche 27 février 2022 20:45 |                                          | (0 - 1) | 35e Gudmundsson      | Groupama Stadium, Décines-Charpieu Spectateurs : 42 657 Diffuseur : Prime Video Arbitrage : Clément Turpin | Groupama Stadium, Décines-Charpieu Spectateurs : 42 657 Diffuseur : Prime Video Arbitrage : Clément Turpin |
| Dimanche 27 février 2022 20:45 | Dembélé 19e · Caqueret 43e · Aouar 90+2e | Rapport | 81e David · 82e Xeka | Groupama Stadium, Décines-Charpieu Spectateurs : 42 657 Diffuseur : Prime Video Arbitrage : Clément Turpin | Groupama Stadium, Décines-Charpieu Spectateurs : 42 657 Diffuseur : Prime Video Arbitrage : Clément Turpin |

| Journée 27                 | LOSC                                                                           | 4 - 0   | Clermont Foot 63           | | |
| Dimanche 6 mars 2022 17:05 | ( Sanches) Bamba 3e · ( Sanches) David 71e · Çelik 84e · ( Çelik) Zhegrova 90e | (1 - 0) |                            | Stade Pierre-Mauroy, Villeneuve-d'Ascq Spectateurs : 33 515 Diffuseur : Canal+ Sport Arbitrage : Thomas Léonard | Stade Pierre-Mauroy, Villeneuve-d'Ascq Spectateurs : 33 515 Diffuseur : Canal+ Sport Arbitrage : Thomas Léonard |
| Dimanche 6 mars 2022 17:05 | Ben Arfa 55e                                                                   | Rapport | 36e, 68e Samed · 66e Seidu | Stade Pierre-Mauroy, Villeneuve-d'Ascq Spectateurs : 33 515 Diffuseur : Canal+ Sport Arbitrage : Thomas Léonard | Stade Pierre-Mauroy, Villeneuve-d'Ascq Spectateurs : 33 515 Diffuseur : Canal+ Sport Arbitrage : Thomas Léonard |

| Journée 28                  | LOSC       | 0 - 0   | AS Saint-Étienne | | |
| Vendredi 11 mars 2022 21:00 |            | (0 - 0) |                  | Stade Pierre-Mauroy, Villeneuve-d'Ascq Spectateurs : 40 146 Diffuseur : Prime Video Arbitrage : Florent Batta | Stade Pierre-Mauroy, Villeneuve-d'Ascq Spectateurs : 40 146 Diffuseur : Prime Video Arbitrage : Florent Batta |
| Vendredi 11 mars 2022 21:00 | Botman 65e | Rapport | 81e Moukoudi     | Stade Pierre-Mauroy, Villeneuve-d'Ascq Spectateurs : 40 146 Diffuseur : Prime Video Arbitrage : Florent Batta | Stade Pierre-Mauroy, Villeneuve-d'Ascq Spectateurs : 40 146 Diffuseur : Prime Video Arbitrage : Florent Batta |

| Journée 29                | FC Nantes                              | 0 - 1   | LOSC                                                       | | |
| Samedi 19 mars 2022 21:00 |                                        | (0 - 1) | 41e Onana                                                  | Stade de la Beaujoire, Nantes Spectateurs : 25 977 Diffuseur : Canal+ Décalé Arbitrage : Pierre Gaillouste | Stade de la Beaujoire, Nantes Spectateurs : 25 977 Diffuseur : Canal+ Décalé Arbitrage : Pierre Gaillouste |
| Samedi 19 mars 2022 21:00 | Moutoussamy 53e · Blas 81e · Fábio 86e | Rapport | 15e Xeka · 64e Weah · 64e André · 79e Bamba · 86e Bradarić | Stade de la Beaujoire, Nantes Spectateurs : 25 977 Diffuseur : Canal+ Décalé Arbitrage : Pierre Gaillouste | Stade de la Beaujoire, Nantes Spectateurs : 25 977 Diffuseur : Canal+ Décalé Arbitrage : Pierre Gaillouste |

| Journée 30                | LOSC                   | 0 - 0   | Girondins de Bordeaux                          | | |
| Samedi 2 avril 2022 19:00 |                        | (0 - 0) |                                                | Stade Pierre-Mauroy, Villeneuve-d'Ascq Spectateurs : 36 351 Diffuseur : Prime Video Arbitrage : Bastien Depechy | Stade Pierre-Mauroy, Villeneuve-d'Ascq Spectateurs : 36 351 Diffuseur : Prime Video Arbitrage : Bastien Depechy |
| Samedi 2 avril 2022 19:00 | Yılmaz 19e · André 44e | Rapport | 21e, 35e Kwateng · 83e Ignatenko · 85e Poussin | Stade Pierre-Mauroy, Villeneuve-d'Ascq Spectateurs : 36 351 Diffuseur : Prime Video Arbitrage : Bastien Depechy | Stade Pierre-Mauroy, Villeneuve-d'Ascq Spectateurs : 36 351 Diffuseur : Prime Video Arbitrage : Bastien Depechy |

| Journée 31                   | Angers SCO                                | 1 - 1   | LOSC                     | | |
| Dimanche 10 avril 2022 15:00 | Djaló 64e (csc)                           | (0 - 0) | 74e Zhegrova ( Çelik)    | Stade Raymond-Kopa, Angers Spectateurs : 9 286 Diffuseur : Prime Video (multiplex) Arbitrage : Thomas Léonard | Stade Raymond-Kopa, Angers Spectateurs : 9 286 Diffuseur : Prime Video (multiplex) Arbitrage : Thomas Léonard |
| Dimanche 10 avril 2022 15:00 | Bentaleb 45+1e · Thomas 53e · Doumbia 69e | Rapport | 45+3e Yılmaz · 65e Fonte | Stade Raymond-Kopa, Angers Spectateurs : 9 286 Diffuseur : Prime Video (multiplex) Arbitrage : Thomas Léonard | Stade Raymond-Kopa, Angers Spectateurs : 9 286 Diffuseur : Prime Video (multiplex) Arbitrage : Thomas Léonard |

| Journée 32                 | LOSC                                 | 1 - 2   | RC Lens                                 | | |
| Samedi 16 avril 2022 21:00 | ( Zhegrova) Xeka 45+1e               | (1 - 2) | 4e Frankowski · 37e Kalimuendo ( Costa) | Stade Pierre-Mauroy, Villeneuve-d'Ascq Spectateurs : 48 169 Diffuseur : Canal+ Décalé Arbitrage : Jérôme Brisard | Stade Pierre-Mauroy, Villeneuve-d'Ascq Spectateurs : 48 169 Diffuseur : Canal+ Décalé Arbitrage : Jérôme Brisard |
| Samedi 16 avril 2022 21:00 | Xeka 18e · David 29e · Sanches 45+3e | Rapport | 45+3e Gradit · 90e Cahuzac              | Stade Pierre-Mauroy, Villeneuve-d'Ascq Spectateurs : 48 169 Diffuseur : Canal+ Décalé Arbitrage : Jérôme Brisard | Stade Pierre-Mauroy, Villeneuve-d'Ascq Spectateurs : 48 169 Diffuseur : Canal+ Décalé Arbitrage : Jérôme Brisard |

| Journée 33                   | Stade de Reims                 | 2 - 1   | LOSC                 | | |
| Mercredi 20 avril 2022 19:00 | Munetsi 32e · Abdelhamid 90+2e | (1 - 0) | 57e Sanches ( Gomes) | Stade Auguste-Delaune, Reims Spectateurs : 10 910 Diffuseur : Prime Video (multiplex) Arbitrage : Hakim Ben El Hadj | Stade Auguste-Delaune, Reims Spectateurs : 10 910 Diffuseur : Prime Video (multiplex) Arbitrage : Hakim Ben El Hadj |
| Mercredi 20 avril 2022 19:00 | Lopy 76e                       | Rapport | 89e Çelik            | Stade Auguste-Delaune, Reims Spectateurs : 10 910 Diffuseur : Prime Video (multiplex) Arbitrage : Hakim Ben El Hadj | Stade Auguste-Delaune, Reims Spectateurs : 10 910 Diffuseur : Prime Video (multiplex) Arbitrage : Hakim Ben El Hadj |

| Journée 34                   | LOSC                         | 1 - 0   | RC Strasbourg                         | | |
| Dimanche 24 avril 2022 17:05 | Çelik 87e                    | (0 - 0) |                                       | Stade Pierre-Mauroy, Villeneuve-d'Ascq Spectateurs : 30 211 Diffuseur : Canal+ Sport Arbitrage : Jérémie Pignard | Stade Pierre-Mauroy, Villeneuve-d'Ascq Spectateurs : 30 211 Diffuseur : Canal+ Sport Arbitrage : Jérémie Pignard |
| Dimanche 24 avril 2022 17:05 | Gudmundsson 36e · Botman 60e | Rapport | 40e Perrin · 70e Guilbert · 71e Djiku | Stade Pierre-Mauroy, Villeneuve-d'Ascq Spectateurs : 30 211 Diffuseur : Canal+ Sport Arbitrage : Jérémie Pignard | Stade Pierre-Mauroy, Villeneuve-d'Ascq Spectateurs : 30 211 Diffuseur : Canal+ Sport Arbitrage : Jérémie Pignard |

| Journée 35                  | ESTAC Troyes                                    | 3 - 0   | LOSC                                                                     |                                                                                                |                                                                                                |
| Dimanche 1er mai 2022 13:00 | Tardieu 43e (pen.) 86e (pen.) · Ugbo 55e (pen.) | (1 - 0) |                                                                          | Stade de l'Aube, Troyes Spectateurs : 10 497 Diffuseur : Prime Video Arbitrage : Willy Delajod | Stade de l'Aube, Troyes Spectateurs : 10 497 Diffuseur : Prime Video Arbitrage : Willy Delajod |
| Dimanche 1er mai 2022 13:00 |                                                 | Rapport | 44e André · 50e, 50e Sanches · 54e Botman · 61e Gudmundsson · 68e Yılmaz | Stade de l'Aube, Troyes Spectateurs : 10 497 Diffuseur : Prime Video Arbitrage : Willy Delajod | Stade de l'Aube, Troyes Spectateurs : 10 497 Diffuseur : Prime Video Arbitrage : Willy Delajod |

| Journée 36                | LOSC                                          | 1 - 2   | AS Monaco                              | | |
| Dimanche 8 mai 2022 21:00 | ( Bamba) Gomes 69e                            | (0 - 1) | 42e 75e Tchouaméni ( Ben Yedder, Caio) | Stade Pierre-Mauroy, Villeneuve-d'Ascq Spectateurs : 39 088 Diffuseur : Prime Video Arbitrage : François Letexier | Stade Pierre-Mauroy, Villeneuve-d'Ascq Spectateurs : 39 088 Diffuseur : Prime Video Arbitrage : François Letexier |
| Dimanche 8 mai 2022 21:00 | Çelik 39e · Fonte 51e · André 87e · Bamba 90e | Rapport | 66e Ben Yedder                         | Stade Pierre-Mauroy, Villeneuve-d'Ascq Spectateurs : 39 088 Diffuseur : Prime Video Arbitrage : François Letexier | Stade Pierre-Mauroy, Villeneuve-d'Ascq Spectateurs : 39 088 Diffuseur : Prime Video Arbitrage : François Letexier |

| Journée 37               | OGC Nice                     | 1 - 3   | LOSC                                          | | |
| Samedi 14 mai 2022 21:00 | ( Boudaoui) Kluivert 31e     | (1 - 0) | 52e 61e David ( Weah) · 90+5e Weah ( Lihadji) | Allianz Riviera, Nice Spectateurs : 24 232 Diffuseur : Canal+ Sport et Prime Video (Multiplex) Arbitrage : Thomas Léonard | Allianz Riviera, Nice Spectateurs : 24 232 Diffuseur : Canal+ Sport et Prime Video (Multiplex) Arbitrage : Thomas Léonard |
| Samedi 14 mai 2022 21:00 | Lotomba 45e · Kluivert 90+2e | Rapport | 12e Gudmundsson · 66e Gomes · 90+4e Weah      | Allianz Riviera, Nice Spectateurs : 24 232 Diffuseur : Canal+ Sport et Prime Video (Multiplex) Arbitrage : Thomas Léonard | Allianz Riviera, Nice Spectateurs : 24 232 Diffuseur : Canal+ Sport et Prime Video (Multiplex) Arbitrage : Thomas Léonard |

| Journée 38               | LOSC                    | 2 - 2   | Stade rennais FC                            | | |
| Samedi 21 mai 2022 21:00 | ( Çelik) Weah 11e 88e   | (1 - 1) | 41e Bourigeaud · 90+3e Guirassy ( Truffert) | Stade Pierre-Mauroy, Villeneuve-d'Ascq Spectateurs : 40 116 Diffuseur : Canal+ Sport et Prime Video (Multiplex) Arbitrage : Amaury Delerue | Stade Pierre-Mauroy, Villeneuve-d'Ascq Spectateurs : 40 116 Diffuseur : Canal+ Sport et Prime Video (Multiplex) Arbitrage : Amaury Delerue |
| Samedi 21 mai 2022 21:00 | André 25e · Sanches 57e | Rapport | 43e Truffert · 54e Omari                    | Stade Pierre-Mauroy, Villeneuve-d'Ascq Spectateurs : 40 116 Diffuseur : Canal+ Sport et Prime Video (Multiplex) Arbitrage : Amaury Delerue | Stade Pierre-Mauroy, Villeneuve-d'Ascq Spectateurs : 40 116 Diffuseur : Canal+ Sport et Prime Video (Multiplex) Arbitrage : Amaury Delerue |

#### Classement
| Rang | Équipe             | Pts | J  | G  | N  | P  | Bp | Bc | Diff | Qualification ou relégation                               |
| ---- | ------------------ | --- | -- | -- | -- | -- | -- | -- | ---- | --------------------------------------------------------- |
| 8    | Olympique lyonnais | 61  | 38 | 17 | 11 | 10 | 66 | 51 | +15  |                                                           |
| 9    | FC Nantes C        | 52  | 38 | 14 | 10 | 14 | 55 | 48 | +7   | Qualification pour la phase de groupes de la Ligue Europa |
| 10   | LOSC Lille T S     | 55  | 38 | 14 | 13 | 11 | 47 | 48 | −1   |                                                           |
| 11   | Stade brestois 29  | 48  | 38 | 13 | 9  | 16 | 49 | 57 | −8   |                                                           |
| 12   | Stade de Reims     | 46  | 38 | 11 | 13 | 14 | 43 | 44 | −1   |                                                           |

1. ↑  Retrait de 1 point.

#### Évolution du classement et des résultats
| Journée  | 1 | 2  | 3  | 4  | 5  | 6  | 7  | 8 | 9 | 10 | 11 | 12 | 13 | 14 | 15 | 16 | 17 | 18 | 19 | 21 | 20 | 22 | 23 | 24 | 25 | 26 | 27 | 28 | 29 | 30 | 31 | 32 | 33 | 34 | 35 | 36 | 37 | 38 | Journées en tête | Journées sur le podium |
| -------- | - | -- | -- | -- | -- | -- | -- | - | - | -- | -- | -- | -- | -- | -- | -- | -- | -- | -- | -- | -- | -- | -- | -- | -- | -- | -- | -- | -- | -- | -- | -- | -- | -- | -- | -- | -- | -- | ---------------- | ---------------------- |
| Rang     | 5 | 18 | 17 | 10 | 12 | 15 | 14 | 9 | 8 | 12 | 10 | 12 | 12 | 12 | 13 | 12 | 11 | 11 | 8  | 10 | 8  | 10 | 11 | 10 | 11 | 8  | 7  | 6  | 6  | 7  | 7  | 9  | 9  | 9  | 10 | 10 | 10 | 10 | 0                | 0                      |
| Résultat | N | D  | N  | G  | D  | D  | G  | G | G | D  | N  | D  | N  | N  | N  | G  | G  | N  | G  | N  | G  | D  | D  | G  | N  | G  | G  | N  | G  | N  | N  | D  | D  | G  | D  | D  | G  | N  | —                | —                      |

### Ligue des champions
La Ligue des champions 2021-2022 est la 67e édition de la Ligue des champions, la plus prestigieuse des compétitions européennes inter-clubs. Elle est divisée en deux phases, une phase de groupes, qui consiste en huit mini-championnats de quatre équipes par groupe, les deux premières poursuivant la compétition et la troisième étant repêchée en seizièmes de finale de la Ligue Europa.
Chelsea remet en jeu son titre de l'année précédente obtenu face à Manchester City. Le Real Madrid détient le record de victoires, au nombre de treize, dans cette compétition.

#### Phase de groupes
| Rang | Équipe        | Pts | J | G | N | P | Bp | Bc | Diff |  | Résultats (▼ dom., ► ext.) |     |     |     |     |
| ---- | ------------- | --- | - | - | - | - | -- | -- | ---- |  | -------------------------- | --- | --- | --- | --- |
| 1    | LOSC Lille    | 11  | 6 | 3 | 2 | 1 | 7  | 4  | +3   |  | LOSC Lille                 |     | 1-0 | 0-0 | 0-0 |
| 2    | RB Salzbourg  | 10  | 6 | 3 | 1 | 2 | 8  | 6  | +2   |  | RB Salzbourg               | 2-1 |     | 1-0 | 3-1 |
| 3    | Séville FC    | 6   | 6 | 1 | 3 | 2 | 5  | 5  | 0    |  | Séville FC                 | 1-2 | 1-1 |     | 2-0 |
| 4    | VfL Wolfsburg | 5   | 6 | 1 | 2 | 3 | 5  | 10 | -5   |  | VfL Wolfsburg              | 1-3 | 2-1 | 1-1 |     |

#### Phase finale
| 8e finale aller             | Chelsea FC                                  | 2 - 0   | LOSC         | | |
| Mardi 22 février 2022 21:00 | ( Ziyech) Havertz 8e · ( Kanté) Pulisic 63e | (1 - 0) |              | Stamford Bridge, Londres Spectateurs : 38 832 Diffuseur : Canal+ Sport et RMC Sport 1 Arbitrage : Jesús Gil Manzano | Stamford Bridge, Londres Spectateurs : 38 832 Diffuseur : Canal+ Sport et RMC Sport 1 Arbitrage : Jesús Gil Manzano |
| Mardi 22 février 2022 21:00 | Loftus-Cheek 83e                            | Rapport | 87e Ben Arfa | Stamford Bridge, Londres Spectateurs : 38 832 Diffuseur : Canal+ Sport et RMC Sport 1 Arbitrage : Jesús Gil Manzano | Stamford Bridge, Londres Spectateurs : 38 832 Diffuseur : Canal+ Sport et RMC Sport 1 Arbitrage : Jesús Gil Manzano |

| 8e finale retour            | LOSC                          | 1 - 2   | Chelsea FC                                           | | |
| Mercredi 16 mars 2022 21:00 | Yılmaz 38e (pen.)             | (1 - 1) | 45+3e Pulisic ( Jorginho) · 71e Azpilicueta ( Mount) | Stade Pierre-Mauroy, Villeneuve-d'Ascq Spectateurs : 49 048 Diffuseur : Canal+ Sport et RMC Sport 1 Arbitrage : Davide Massa | Stade Pierre-Mauroy, Villeneuve-d'Ascq Spectateurs : 49 048 Diffuseur : Canal+ Sport et RMC Sport 1 Arbitrage : Davide Massa |
| Mercredi 16 mars 2022 21:00 | Gudmundsson 42e · Fonte 90+4e | Rapport | 34e Chalobah                                         | Stade Pierre-Mauroy, Villeneuve-d'Ascq Spectateurs : 49 048 Diffuseur : Canal+ Sport et RMC Sport 1 Arbitrage : Davide Massa | Stade Pierre-Mauroy, Villeneuve-d'Ascq Spectateurs : 49 048 Diffuseur : Canal+ Sport et RMC Sport 1 Arbitrage : Davide Massa |

### Coupe de France
La coupe de France 2021-2022 est la 105e édition de la coupe de France, une compétition à élimination directe mettant aux prises tous les clubs de football amateurs et professionnels à travers la France métropolitaine et les DOM-TOM. Elle est organisée par la FFF et ses ligues régionales.
Lors de cette édition 2022, le Paris Saint-Germain remet en jeu son titre de l'année dernière[C'est-à-dire ?] obtenu face à l'AS Monaco. Par ailleurs, la formation parisienne détient le record de victoires dans cette compétition, au nombre de quatorze.

## Joueurs

### Effectif professionnel
Le premier tableau liste l'effectif professionnel du LOSC pour la saison 2021-2022. Le second recense les prêts effectués par le club lors de cette même saison.
En grisé, les sélections de joueurs internationaux chez les jeunes mais n'ayant jamais été appelés aux échelons supérieur une fois l'âge limite dépassé.

## Statistiques

### Statistiques collectives
| Compétition           | Débute au tour   | Termine       | Matches joués | Gagnés | Nuls | Perdus | Buts pour | Buts contre | Différence |
| --------------------- | ---------------- | ------------- | ------------- | ------ | ---- | ------ | --------- | ----------- | ---------- |
| Ligue 1               | -                | -             | 38            | 14     | 13   | 11     | 48        | 48          | 0          |
| Ligue des champions   | Phase de groupes | 8e de finale  | 8             | 3      | 2    | 3      | 8         | 8           | 0          |
| Coupe de France       | 32e de finale    | 16e de finale | 2             | 1      | 1    | 0      | 5         | 3           | +2         |
| Trophée des champions | Finale           | Vainqueur     | 1             | 1      | 0    | 0      | 1         | 0           | +1         |
| Total                 | -                | -             | 49            | 19     | 16   | 14     | 62        | 59          | +3         |

### Statistiques individuelles

#### Statistiques buteurs
| Place | Nom                 | Ligue 1 | Ligue des champions | Coupe de France | Trophée des champions | TOTAL des buts |
| 1     | Jonathan David      | 15      | 3                   | 1               |                       | 19 buts        |
| 2     | Burak Yılmaz        | 4       | 3                   |                 |                       | 7 buts         |
| 3     | Xeka                | 3       |                     |                 | 1                     | 4 buts         |
| 4     | Sven Botman         | 3       |                     |                 |                       | 3 buts         |
| 4     | Timothy Weah        | 3       |                     |                 |                       | 3 buts         |
| 4     | Zeki Çelik          | 2       |                     | 1               |                       | 3 buts         |
| 4     | Angel Gomes         | 1       | 1                   | 1               |                       | 3 buts         |
| 4     | Amadou Onana        | 1       |                     | 2               |                       | 3 buts         |
| 9     | Benjamin André      | 2       |                     |                 |                       | 2 buts         |
| 9     | Renato Sanches      | 2       |                     |                 |                       | 2 buts         |
| 9     | Edon Zhegrova       | 2       |                     |                 |                       | 2 buts         |
| 9     | Jonathan Ikoné      | 1       | 1                   |                 |                       | 2 buts         |
| 13    | Jonathan Bamba      | 1       |                     |                 |                       | 1 but          |
| 13    | Tiago Djaló         | 1       |                     |                 |                       | 1 but          |
| 13    | Gabriel Gudmundsson | 1       |                     |                 |                       | 1 but          |
| 13    | Isaac Lihadji       | 1       |                     |                 |                       | 1 but          |
| 13    | Reinildo            | 1       |                     |                 |                       | 1 but          |
| 13    | Yusuf Yazıcı        | 1       |                     |                 |                       | 1 but          |
| Total | 18 buteurs          | 45 buts | 8 buts              | 5 buts          | 1 but                 | 59 buts        |

#### Statistiques passeurs
| Place | Nom            | Ligue 1   | Ligue des champions | Coupe de France | Trophée des champions | TOTAL des passes |
| 1     | Renato Sanches | 5         |                     |                 |                       | 5 passes         |
| 1     | Burak Yılmaz   | 3         |                     | 1               | 1                     | 5 passes         |
| 3     | Timothy Weah   | 4         |                     |                 |                       | 4 passes         |
| 3     | Jonathan Bamba | 3         |                     | 1               |                       | 4 passes         |
| 5     | Zeki Çelik     | 3         |                     |                 |                       | 3 passes         |
| 5     | Isaac Lihadji  | 3         |                     |                 |                       | 3 passes         |
| 7     | Sven Botman    | 2         |                     |                 |                       | 2 passes         |
| 7     | José Fonte     | 2         |                     |                 |                       | 2 passes         |
| 7     | Angel Gomes    | 1         | 1                   |                 |                       | 2 passes         |
| 7     | Jonathan Ikoné |           | 2                   |                 |                       | 2 passes         |
| 11    | Benjamin André | 1         |                     |                 |                       | 1 passe          |
| 11    | Hatem Ben Arfa | 1         |                     |                 |                       | 1 passe          |
| 11    | Tiago Djaló    | 1         |                     |                 |                       | 1 passe          |
| 11    | Yusuf Yazıcı   | 1         |                     |                 |                       | 1 passe          |
| 11    | Edon Zhegrova  | 1         |                     |                 |                       | 1 passe          |
| 11    | Amadou Onana   |           |                     | 1               |                       | 1 passe          |
| Total | 16 passeurs    | 31 passes | 2 passes            | 3 passes        | 1 passe               | 37 passes        |

#### Statistiques détaillées
| Numéro | Nat. | Nom                 | Championnat | Championnat | Championnat    | Championnat | Championnat  | Ligue des champions | Ligue des champions | Ligue des champions | Ligue des champions | Ligue des champions | Coupe de France | Coupe de France | Coupe de France | Coupe de France | Coupe de France | Trophée des champions | Trophée des champions | Trophée des champions | Trophée des champions | Trophée des champions | Total | Total       | Total          | Total  | Total        |
| Numéro | Nat. | Nom                 | M.j.        | But inscrit | Passe décisive | Averti      | Carton rouge | M.j.                | But inscrit         | Passe décisive      | Averti              | Carton rouge        | M.j.            | But inscrit     | Passe décisive  | Averti          | Carton rouge    | M.j.                  | But inscrit           | Passe décisive        | Averti                | Carton rouge          | M.j.  | But inscrit | Passe décisive | Averti | Carton rouge |
| ------ | ---- | ------------------- | ----------- | ----------- | -------------- | ----------- | ------------ | ------------------- | ------------------- | ------------------- | ------------------- | ------------------- | --------------- | --------------- | --------------- | --------------- | --------------- | --------------------- | --------------------- | --------------------- | --------------------- | --------------------- | ----- | ----------- | -------------- | ------ | ------------ |
| 1      |      | Ivo Grbić           | 21          | 0           | 0              | 3           | 0            | 6                   | 0                   | 0                   | 2                   | 0                   | 2               | 0               | 0               | 1               | 0               | 0                     | 0                     | 0                     | 0                     | 0                     | 29    | 0           | 0              | 6      | 0            |
| 2      |      | Zeki Çelik          | 32          | 2           | 3              | 10          | 0            | 7                   | 0                   | 0                   | 1                   | 0                   | 1               | 1               | 0               | 0               | 0               | 0                     | 0                     | 0                     | 0                     | 0                     | 40    | 3           | 3              | 11     | 0            |
| 3      |      | Tiago Djaló         | 28          | 1           | 1              | 4           | 0            | 7                   | 0                   | 0                   | 1                   | 0                   | 2               | 0               | 0               | 0               | 0               | 1                     | 0                     | 0                     | 0                     | 0                     | 38    | 1           | 1              | 5      | 0            |
| 4      |      | Sven Botman         | 25          | 3           | 2              | 4           | 0            | 5                   | 0                   | 0                   | 1                   | 0                   | 1               | 0               | 0               | 0               | 0               | 1                     | 0                     | 0                     | 0                     | 0                     | 32    | 3           | 2              | 5      | 0            |
| 5      |      | Gabriel Gudmundsson | 30          | 1           | 0              | 3           | 0            | 4                   | 0                   | 0                   | 1                   | 0                   | 2               | 0               | 0               | 0               | 0               | 0                     | 0                     | 0                     | 0                     | 0                     | 36    | 1           | 0              | 4      | 0            |
| 6      |      | José Fonte          | 38          | 0           | 2              | 4           | 0            | 8                   | 0                   | 0                   | 3                   | 0                   | 2               | 0               | 0               | 0               | 0               | 1                     | 0                     | 0                     | 0                     | 0                     | 49    | 0           | 2              | 7      | 0            |
| 7      |      | Jonathan Bamba      | 31          | 1           | 3              | 3           | 0            | 6                   | 0                   | 0                   | 4                   | 0                   | 1               | 0               | 1               | 0               | 0               | 1                     | 0                     | 0                     | 0                     | 0                     | 39    | 1           | 4              | 7      | 0            |
| 8      |      | Xeka                | 23          | 3           | 0              | 10          | 0            | 8                   | 0                   | 0                   | 4                   | 0                   | 0               | 0               | 0               | 0               | 0               | 1                     | 1                     | 0                     | 0                     | 0                     | 32    | 4           | 0              | 14     | 0            |
| 9      |      | Jonathan David      | 38          | 15          | 0              | 3           | 0            | 8                   | 3                   | 0                   | 0                   | 0                   | 1               | 1               | 0               | 0               | 0               | 1                     | 0                     | 0                     | 0                     | 0                     | 48    | 19          | 0              | 3      | 0            |
| 10     |      | Jonathan Ikoné      | 18          | 1           | 0              | 1           | 0            | 5                   | 1                   | 2                   | 5                   | 0                   | 1               | 0               | 0               | 0               | 0               | 1                     | 0                     | 0                     | 0                     | 0                     | 25    | 2           | 2              | 6      | 0            |
| 10     |      | Renato Sanches      | 25          | 2           | 5              | 8           | 1            | 5                   | 0                   | 0                   | 0                   | 0                   | 2               | 0               | 0               | 0               | 0               | 0                     | 0                     | 0                     | 0                     | 0                     | 32    | 2           | 5              | 8      | 1            |
| 11     |      | Hatem Ben Arfa      | 7           | 0           | 1              | 1           | 0            | 2                   | 0                   | 0                   | 1                   | 0                   | 0               | 0               | 0               | 0               | 0               | 0                     | 0                     | 0                     | 0                     | 0                     | 9     | 0           | 1              | 2      | 0            |
| 12     |      | Yusuf Yazıcı        | 15          | 1           | 1              | 3           | 0            | 5                   | 0                   | 0                   | 2                   | 0                   | 2               | 0               | 0               | 0               | 0               | 1                     | 0                     | 0                     | 0                     | 0                     | 23    | 1           | 1              | 5      | 0            |
| 16     |      | Adam Jakubech       | 0           | 0           | 0              | 0           | 0            | 0                   | 0                   | 0                   | 0                   | 0                   | 0               | 0               | 0               | 0               | 0               | 0                     | 0                     | 0                     | 0                     | 0                     | 0     | 0           | 0              | 0      | 0            |
| 17     |      | Burak Yılmaz        | 31          | 4           | 3              | 9           | 1            | 7                   | 3                   | 0                   | 2                   | 0                   | 1               | 0               | 1               | 0               | 0               | 1                     | 0                     | 1                     | 0                     | 0                     | 40    | 7           | 5              | 11     | 1            |
| 19     |      | Isaac Lihadji       | 13          | 1           | 3              | 1           | 0            | 3                   | 0                   | 0                   | 0                   | 0                   | 2               | 0               | 0               | 0               | 0               | 0                     | 0                     | 0                     | 0                     | 0                     | 18    | 1           | 3              | 1      | 0            |
| 20     |      | Angel Gomes         | 24          | 1           | 1              | 3           | 0            | 4                   | 1                   | 1                   | 0                   | 0                   | 2               | 1               | 0               | 0               | 0               | 0                     | 0                     | 0                     | 0                     | 0                     | 30    | 3           | 2              | 3      | 0            |
| 21     |      | Benjamin André      | 33          | 2           | 1              | 13          | 1            | 7                   | 0                   | 0                   | 4                   | 0                   | 1               | 0               | 0               | 0               | 0               | 1                     | 0                     | 0                     | 0                     | 0                     | 42    | 2           | 1              | 17     | 1            |
| 22     |      | Timothy Weah        | 29          | 3           | 4              | 2           | 1            | 5                   | 0                   | 0                   | 0                   | 0                   | 0               | 0               | 0               | 0               | 0               | 1                     | 0                     | 0                     | 0                     | 0                     | 35    | 3           | 4              | 2      | 1            |
| 23     |      | Edon Zhegrova       | 13          | 2           | 1              | 2           | 1            | 1                   | 0                   | 0                   | 0                   | 0                   | 0               | 0               | 0               | 0               | 0               | 0                     | 0                     | 0                     | 0                     | 0                     | 14    | 2           | 1              | 2      | 1            |
| 24     |      | Amadou Onana        | 32          | 1           | 0              | 2           | 1            | 8                   | 0                   | 0                   | 0                   | 0                   | 2               | 2               | 1               | 0               | 0               | 0                     | 0                     | 0                     | 0                     | 0                     | 42    | 3           | 1              | 2      | 1            |
| 26     |      | Jérémy Pied         | 2           | 0           | 0              | 0           | 0            | 0                   | 0                   | 0                   | 0                   | 0                   | 1               | 0               | 0               | 0               | 0               | 0                     | 0                     | 0                     | 0                     | 0                     | 3     | 0           | 0              | 0      | 0            |
| 27     |      | Cheikh Niasse       | 4           | 0           | 0              | 1           | 0            | 0                   | 0                   | 0                   | 0                   | 0                   | 1               | 0               | 0               | 0               | 0               | 0                     | 0                     | 0                     | 0                     | 0                     | 5     | 0           | 0              | 1      | 0            |
| 28     |      | Reinildo            | 18          | 1           | 0              | 7           | 0            | 6                   | 0                   | 0                   | 1                   | 0                   | 2               | 0               | 0               | 1               | 0               | 1                     | 0                     | 0                     | 0                     | 0                     | 27    | 1           | 0              | 9      | 0            |
| 29     |      | Domagoj Bradarić    | 15          | 0           | 0              | 2           | 0            | 1                   | 0                   | 0                   | 0                   | 0                   | 0               | 0               | 0               | 0               | 0               | 1                     | 0                     | 0                     | 0                     | 0                     | 17    | 0           | 0              | 2      | 0            |
| 30     |      | Léo Jardim          | 17          | 0           | 0              | 0           | 0            | 2                   | 0                   | 0                   | 0                   | 0                   | 0               | 0               | 0               | 0               | 0               | 1                     | 0                     | 0                     | 1                     | 0                     | 20    | 0           | 0              | 1      | 0            |
| 40     |      | Oréstis Karnézis    | 0           | 0           | 0              | 0           | 0            | 0                   | 0                   | 0                   | 0                   | 0                   | 0               | 0               | 0               | 0               | 0               | 0                     | 0                     | 0                     | 0                     | 0                     | 0     | 0           | 0              | 0      | 0            |
|        |      | Leny Yoro           | 1           | 0           | 0              | 0           | 0            | 0                   | 0                   | 0                   | 0                   | 0                   | 0               | 0               | 0               | 0               | 0               | 0                     | 0                     | 0                     | 0                     | 0                     | 1     | 0           | 0              | 0      | 0            |

#### Statistiques joueurs prêtés
| Nom                 | Club en prêt    | Championnat | Championnat | Championnat | Championnat  | Coupes nationales | Coupes nationales | Coupes nationales | Coupes nationales | Compétitions internationales | Compétitions internationales | Compétitions internationales | Compétitions internationales | Total | Total | Total  | Total        |
| Nom                 | Club en prêt    | MJ          | B           | Averti      | Carton rouge | MJ                | B                 | Averti            | Carton rouge      | MJ                           | B                            | Averti                       | Carton rouge                 | MJ    | B     | Averti | Carton rouge |
| ------------------- | --------------- | ----------- | ----------- | ----------- | ------------ | ----------------- | ----------------- | ----------------- | ----------------- | ---------------------------- | ---------------------------- | ---------------------------- | ---------------------------- | ----- | ----- | ------ | ------------ |
| Rocco Ascone        | FC Nordsjælland | 1           | 0           | 0           | 0            | 0                 | 0                 | 0                 | 0                 | 0                            | 0                            | 0                            | 0                            | 1     | 0     | 0      | 0            |
| Capita              | CD Trofense     | 10          | 4           | 2           | 1            | 0                 | 0                 | 0                 | 0                 | 0                            | 0                            | 0                            | 0                            | 10    | 4     | 2      | 1            |
| Lucas Chevalier     | Valenciennes FC | 30          | 0           | 3           | 0            | 0                 | 0                 | 0                 | 0                 | 0                            | 0                            | 0                            | 0                            | 30    | 0     | 3      | 0            |
| Kouadio-Yves Dabila | RFC Seraing     | 12          | 0           | 0           | 1            | 2                 | 0                 | 0                 | 0                 | 0                            | 0                            | 0                            | 0                            | 14    | 0     | 0      | 1            |
| Barthélémy Diedhiou | CD Trofense     | 9           | 0           | 2           | 0            | 1                 | 0                 | 0                 | 0                 | 0                            | 0                            | 0                            | 0                            | 10    | 0     | 2      | 0            |
| Darly Nlandu        | US Avranches    | 14          | 0           | 1           | 0            | 0                 | 0                 | 0                 | 0                 | 0                            | 0                            | 0                            | 0                            | 14    | 0     | 1      | 0            |
| Hakim Ouro-Sama     | FC Bastia-Borgo | 7           | 0           | 1           | 0            | 0                 | 0                 | 0                 | 0                 | 0                            | 0                            | 0                            | 0                            | 7     | 0     | 1      | 0            |
| Yusuf Yazıcı        | CSKA Moscou     | 10          | 8           | 2           | 0            | 2                 | 0                 | 0                 | 0                 | 0                            | 0                            | 0                            | 0                            | 12    | 8     | 2      | 0            |

## Onze de départ (toutes compétitions)
| No. | Pos. | Joueur              | Joués | Notes                                            |
| --- | ---- | ------------------- | ----- | ------------------------------------------------ |
| 30  | GB   | Léo Jardim          | 20    | Grbić a joué 29 fois                             |
| 2   | DD   | Zeki Çelik          | 40    | Pied a joué 3 fois                               |
| 6   | DC   | José Fonte          | 49    |                                                  |
| 4   | DC   | Sven Botman         | 32    | Djaló a joué 38 fois                             |
| 5   | DG   | Gabriel Gudmundsson | 36    | Reinildo a joué 27 fois, Bradarić a joué 17 fois |
| 10  | MR   | Renato Sanches      | 32    | Onana a joué 42 fois                             |
| 21  | MR   | Benjamin André      | 42    | Xeka a joué 32 fois                              |
| 22  | AiD  | Timothy Weah        | 35    | Ikoné a joué 25 fois, Zhegrova a joué 14 fois    |
| 7   | AiG  | Jonathan Bamba      | 39    | Lihadji a joué 18 fois                           |
| 9   | AC   | Jonathan David      | 48    | Gomes a joué 30 fois                             |
| 17  | AC   | Burak Yılmaz        | 40    | Yazıcı a joué 23 fois, Ben Arfa a joué 9 fois    |

| Jardim Fonte (C) Botman Çelik Gudmundsson Sanches André Weah Bamba David Yılmaz |

## Récompenses individuelles

### Dogues du mois
Le club fait voter ses supporters pour désigner un joueur du mois parmi l'effectif, il est appelé le Dogue du mois. José Fonte est élu Dogue de la saison par les supporters.
| Mois      | Vainqueurs     | Mois    | Vainqueurs    |
| --------- | -------------- | ------- | ------------- |
| Août      | Burak Yılmaz   | Janvier | Amadou Onana  |
| Septembre | Jonathan David | Février | Léo Jardim    |
| Octobre   | Jonathan David | Mars    | Léo Jardim    |
| Novembre  | Jonathan David | Avril   | Edon Zhegrova |
| Décembre  | Jonathan David | Mai     | Timothy Weah  |